# Tirotropina
La tirotropina  (abreviada com a TSH per la denominació anglesa: Thyroid Stimulating Hormone), també denominada hormona estimulant de la tiroide o hormona tirotròpica (entre altres) és una hormona glicoproteica sintetitzada per les cèl·lules basòfiles tiròtropes de l'adenohipòfisi. La TSH afavoreix la secreció de tiroxina (T4) i triiodotironina (T3) i la seva síntesi i secreció estan controlades per un factor regulador hipotalàmic: l'hormona alliberadora de tirotropina (TRH, Thyroid Releasing Hormone) o tiroliberina.

## Estructura
La TSH està constituïda per dues subunitats unides de forma no covalent que contenen aproximadament un 15% d’hidrats de carboni. La cadena α és idèntica a la present en altres hormones glucoproteiques (LH, FSH, HCG) sent, per tant, la subunitat β la que confereix l'especificitat hormonal i immunològica.
El gen de la subunitat α és el que primer s’expressa durant la vida embrionària. Per una altra banda, l’activació del gen de la subunitat β és posterior i es produeix sota la influència dels factors GATA-2 i Pit-1. El gen de la subunitat α de 13,5 kb està localitzat en el cromosoma 6 i està format per quatre exons i tres introns mentre que el gen de la subunitat β de 4,9 kb es localitza al cromosoma 1 i està format per tres exons i dos introns. La transcripció de la subunitat α és inhibida per la T3 i la de la subunitat β és inhibida directament per l'hormona tiroidal que actua sobre l'exó 1.
La TSH intrahipofisiària s’emmagatzema en la seva forma ja madura, glicosilada, (28 kDa) en petits grànuls secretors (120-150µm) i és alliberada a la circulació venosa principalment com a resposta de l’acció de la TRH hipotalàmica. El model estructural teòric de la molècula de TSH és el d’un factor de creixement de la cistina. L'estructura terciària està formada per tres nanses en forma de forquetes que estan separades per uns enllaços disulfur centrals, amb la nansa més llarga situada per sobre d’un dels costats.
La producció de la molècula de TSH madura heterodimèrica requereix una complexa glicosilació co-traduccional (en l'asparagina 23 de β i dos asparagines 52 i 78 de α), així com el plegament de les subunitats α i β. La TRH estimula aquesta N-glicosilació de les dues subunitats, és a dir, la unió d’oligosacàrids a residus d'Asparagina. Aquest procés assegura que les subunitats no siguin degradades dins de la cèl·lula i n’assegura el correcte plegament.

## Secreció
Com totes les hormones peptídiques, la TSH és hidrosoluble, de manera que, quan és alliberada cap a la circulació venosa, es dissol en el plasma i circula fins a arribar a l’òrgan diana.
La velocitat de producció de la TSH està entre els 40 i els 150 mUl/d i la seva semivida és d’uns 50 minuts aproximadament.
Diferenciem dos tipus de variacions en la secreció de TSH:
- La pulsàtil, que consisteixen en fluctuacions en forma d'intervals de 12 hores. Aquests polsos són més petits i inconstants. Malgrat això, donada l’acció prolongada de l’hormona, n’assegura uns nivells constants a l’organisme.
- La circadiària, que es produeix en polsos menors però té un caràcter tònic o constant i presenta un pic d'activitat en les hores entre les 11 de la nit i les cinc del matí. Tot i això, sembla que no està influenciada per la son sinó que respon a les concentracions d'hormones tiroidals (T4 i especialment T3), TRH, dopamina, cortisol i somatostatina.

També s'han observat disminució dels polsos de secreció de TSH com a resposta al fred, el dejú o la malaltia.

### Regulació de la secreció de TSH
La regulació de la secreció de TSH forma part de l’anomenat eix hipotalàmic-hipofisiari-tiroidal, que funciona com un circuit que s’autoregula. Els elements bàsics d’aquest sistema són la TRH, la TSH i la T3.
El factor hipotalàmic TRH estimula la producció de TSH a l'adenohipòfisi mentre que altre dos factors també hipotalàmics, la somatostatina i la dopamina, l’inhibeixen. L’augment o disminució en la secreció de TSH per part de l’adenohipòfisi comporta, al seu torn i respectivament, l’augment o disminució de la secreció de T3 i T4 per part de la tiroide. La presència d’aquestes dues hormones tiroidals en l’organisme, especialment de la T3, repercuteix en la regulació de tot el sistema per part, novament, de l’hipotàlem, tot tancant un circuit o servomecanisme amb feedback constant. A major presència de T3 en sang, menor síntesi de TRH a l’hipotàlem.
Per acabar, la mateixa glàndula tiroide té un mecanisme de regulació del sistema a través del control de la captació de iode i de la síntesi de T3 i T4. L'entrada de TSH a les cèl·lules fol·liculars estimula l’activitat del NIS (Na+-I--Symporter), un canal contransportador que acobla l'entrada de 2 ions de Na+ a la cèl·lula a l'entrada també d’un ió de iode a aquesta. Així, en cas que els nivells de TSH circulant siguin excessius, i això comporti un excés de iode que podria comportar un excés de T3 i T4, la glàndula pot bloquejar temporalment la síntesi d’aquestes hormones evitant la organificació del iode. És el que s’anomena efecte Wolff-Chaikoff.

### Absorció de la TSH a la glàndula tiroide
Quan la TSH arriba a la glàndula tiroide, la seva subunitat β és reconeguda pel receptor acoblat a una proteïna G (TSH-Receptor) de la membrana plasmàtica dels tiròcits, concretament a les cèl·lules fol·liculars. Aquest receptor està codificat pel gen 11q31 i és específic per a la subunitat β.

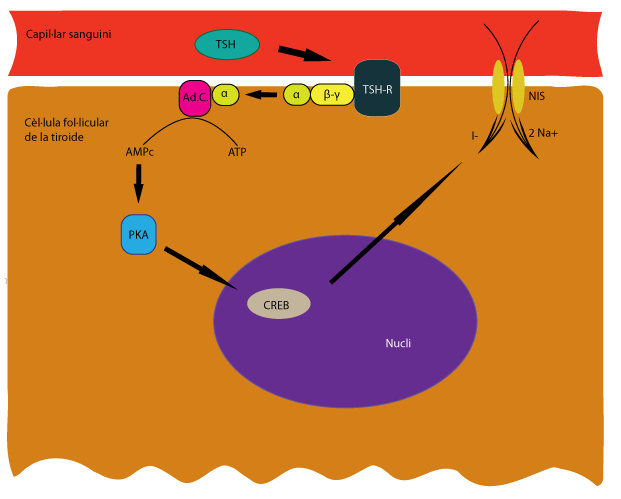
Absorció de TSH a una cèl·lula fol·licular de la tiroide

## Mecanisme d'acció i efectes
La TSH és una hormona tròfica de la tiroide, estimulant del creixement glandular, la síntesi i l’alliberació de les hormones tiroidals, fonamentalment la Tiroxina (T4) i en menors quantitats, però amb una potència 4 vegades més gran, la Triiodetrionina (T3).
En unir-se a TSH i canviar la seva conformació, la proteïna G pot iniciar dues cascades de senyalització: 
- Gα: activa l’Adenil Ciclasa i eleva els nivells intracel·lulars d’AMP cíclic, que activa la proteïna cinasa A (PKA). Aquesta es desplaça cap al nucli i fosforila factors de transcripció com el CREB ('cAMP response element-binding', en anglès), estimulant així totes les funcions de la cèl·lula tiroidal, també el bombeig d’ions de iode cap a dins de la cèl·lula.

- Gq: activa la Fosfolipasa C, que incrementa la formació d’Inositol Trifosfat (IP3) i DiacilGlicerol (DAG) i això activa la proteïna cinasa C, que estimula la proliferació cel·lular.[3][7]

Es relaciona amb els processos de desenvolupament i creixement, maduració del sistema nerviós i, en general, amb l’activitat metabòlica de l’organisme. A la glàndula tiroide es sintetitzen derivats de la tironina, de la T4 i de la T3, mitjançant un procés complex que afecta la captació, oxidació i incorporació de iode i la producció de tiroglobulina, forma en què s'emmagatzemen les hormones en el fol·licle de la glàndula tiroide.
Les accions de l'hormona TSH sobre la secreció de la glàndula tiroide suposen els següents efectes: 
- Increment del nombre de cèl·lules presents en les glàndules (fent que canviï de forma: pas de cuboides a cilíndriques) i de la seva grandària.
- Increment de l’activitat de la bomba de iode, que augmenta l’índex de captació de iode en les cèl·lules glandulars.
- Increment de la funció secretora de les cèl·lules.
- Augment de l’acoblament de la tirosina per formar hormones tiroidals i la seva iodació.
- Augment de l’alliberació de l'hormona tiroidal a la sang i disminueix la substància fol·licular d'aquesta.[8][9]

L'hormona T4, en concret, col·labora en regular el sistema suprarrenal i té importància en l'energia, creixement normal i desenvolupament, en la capacitat de tenir un pes saludable i en l'estabilitat en l'estat d’ànim. En el cos humà la T3 i T4, presenten les següents accions: augmenten l'índex metabòlic, influeixen en la temperatura corporal, regulen el catabolisme proteic, gras i hidrocarbonat en totes les cèl·lules, mantenen la secreció de l'hormona del creixement, la maduració de l'esquelet, la freqüència cardíaca, la força i el cabal cardíac, promouen el desenvolupament del sistema nerviós central, estimulen la síntesi de molts enzims i són necessàries per al manteniment del to i el vigor muscular.
Qualsevol de les dos hormones anteriors pot tenir valors en excés de TSH (hipotiroïdisme) o en defecte (hipertiroïdisme) i pot suposar efectes greus pel cos.

## Patologies

### Hipotiroïdisme
L'hipotiroïdisme primari és la conseqüència de malalties de la glàndula tiroide, la causa més comuna és la tiroïditis autoimmunitària, però també pot ocórrer a causa d’una tiroidectomia i de la teràpia per radiació. Els medicaments que produeixen hipotiroïdisme són el liti, els fàrmacs antitiroidals i l'àcid paraaminosalicílic (PAS). També s’observa hipotiroïdisme congènit per deficiència de iode, per l’absència o localització ectòpica de la glàndula tiroide, la dishormonogènesi i per mutacions en el receptor de la TSH.
L'hipotiroïdisme secundari es deu a malalties de la hipòfisi o de l'hipotàlem, és causat per tumors, cirurgies, irradiació o infiltracions de la hipòfisi, síndrome de Sheehan i la deficiència aïllada de TSH.
Els símptomes que s’observen amb més freqüència són: letargia, tolerància a la calor, intolerància al fred, baixa freqüència cardíaca, guany de pes, pell seca i engrossida i alentiment en les respostes.

### Hipertiroïdisme
Com en el cas de l’hipotiroïdisme, l’hipertiroïdisme primari és la conseqüència de malalties de la tiroide. S’observa en la Malaltia de Graves-Basedow, el goll multinodular tòxic, l’adenoma tòxic, el carcinoma tiroidal metastàtic funcional, en les mutacions del receptor de TSH, en els teratomes d’ovari i en els excessos d’ingesta de iode.
L'hipertiroïdisme secundari es deu a malalties de la hipòfisi o de l’hipotàlem. S’observa en adenomes hipofisiaris secretors de TSH, en la síndrome de resistència a les hormones tiroidals, en tumors secretors de gonadotropina i en la tirotoxicosi de l'embaràs.
Com a símptomes trobem que les persones tenen una velocitat incrementada del metabolisme, pèrdua de pes, taquicàrdia, tremolor fina, sudoració, diarrea, alteracions emocionals, ansietat i sensibilitat a la calor.

## Determinació sèrica
L’interès de la prova bioquímica per determinar els nivells d’hormones tiroidals es pot simplificar en quatre punts bàsics: 
- l'estudi de la funció tiroidal juntament amb signes o símptomes clínics,
- confirmar eutiroidisme, hiper o hipotiroïdisme,
- diagnòstic o confirmació d’una malaltia subclínica i
- control del tractament hormonal.

En el cas de la TSH, durant les últimes dècades s’ha millorat la sensibilitat de les proves per l'hormona, és a dir: s’han creat metodologies cada vegada més sensibles en determinar el límit inferior de la prova. En la següent taula es presenten les diferents generacions per la determinació de TSH.
| Generació | Límit inferior de sensibilitat –mUI/L- | Mètodes de determinació                       |
| --------- | -------------------------------------- | --------------------------------------------- |
| Primera   | 1.0                                    | Radioimmunoanàlisi (RIA)                      |
| Segona    | 0.1                                    | Mètode immunoradiometria (IRMA), fluorimetria |
| Tercera   | 0.01                                   | Quimioluminescència                           |
| Quarta    | 0.001                                  | Quimioluminescència                           |

Depenen del laboratori, el rang inferior de normalitat per la TSH és de 0,4-0,5 mUI/L. Llavors, considerant el valor mitjà de TSH per individus sans (sense anticossos antitiroidals detectables) en 1,0-1,5 mU/L, el límit superior de la normalitat correspondria a 2,5 mUI/L.